# Ana Rucner
Ana Rucner (Zagreb, 12. veljače 1983.) hrvatska je violončelistica.

## Životopis
Rođena je u glazbeno nadarenoj obitelji. Njezina majka Snježana je čelist i solist u zagrebačkom Hrvatskom narodnom kazalištu, dok je otac Dragan violist i solist u Zagrebačkoj filharmoniji.
Osnovno i srednjoškolsko glazbeno obrazovanje stječe na Glazbenome učilištu Elly Bašić u Zagrebu, a za vrijeme srednjoškolskog obrazovanja i studija (od 1993. do 2003.) stalno je bila angažirana u Mariborskoj filharmoniji.
Godine 2006. vjenčala se s pjevačem Vladom Kalemberom, od kojega se razvela osam godina poslije.
Poznata je osobito postala nakon izlaska spota Oda radosti, koji promovira hrvatski turizam. Spot je nastao po njezinoj ideji, a osim nje u spotu su nastupili i Zagrebačka filharmonija i akademski zbor Ivan Goran Kovačić. Spot je na 11. međunarodnom festivalu turističkog filma i multimedijalnih uradaka u Berlinu osvojio turističkog Oscara ("Das goldene Stadttor") u konkurenciji od 180 država. Spot je 9. travnja 2013. nagrađen brončanom medaljom na New York Festivalsu te s još 11 drugih nagrada.
Ana je zajedno s pjevačima Dalalom Midhat-Talakić i Fuadom Backovićem zvanim "Deen" te reperom Jasminom Fazlićem Jalom s pjesmom "Ljubav je" nastupila na Pjesmi Eurovizije 2016. u Stockholmu, gdje je predstavljaja Bosnu i Hercegovinu.
Pjesma je izvedena u prvoj poluzavršnici 10. svibnja, ali se nije uspjela plasirati u završnicu 14. svibnja. To je prvi put da se predstavnici BiH nisu plasirali u završnicu Pjesme Eurovizije.

## Vanjske poveznice
- Službene stranice